# British Hovercraft Corporation AP1-88
Le British Hovercraft Corporation AP1-88 est un aéroglisseur de taille moyenne construit par le constructeur britannique British Hovercraft Corporation.

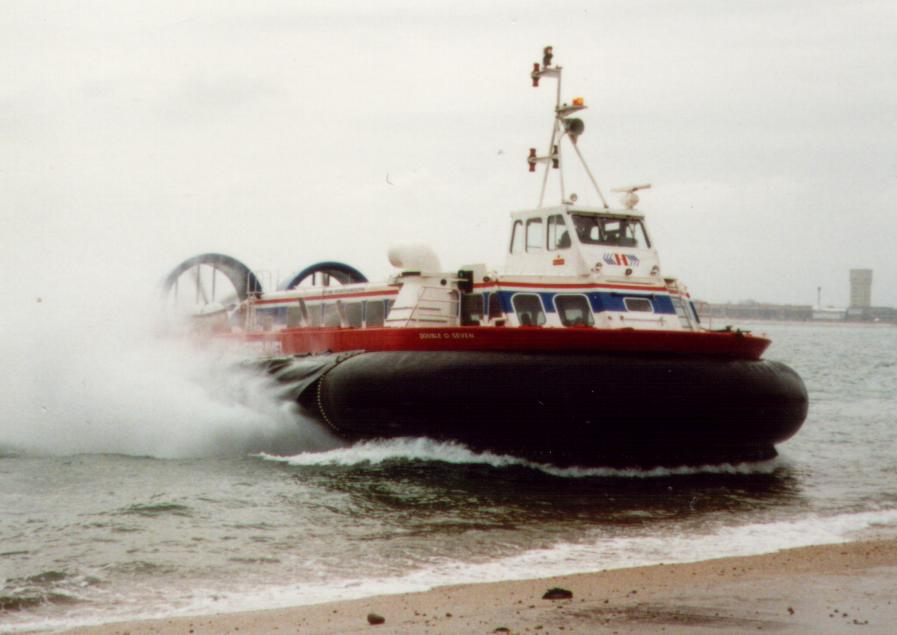
Aéroglisseur AP1-88 'Double-O-Seven' de la compagnie Hovertravel arrivant à Southsea après une traversée depuis l'Île de Wight

Comme aéroglisseur de passagers civils, il peut accueillir jusqu'à 101 passagers. Ils ont été utilisés sur les liaisons maritimes en Grande-Bretagne, en Suède et au Danemark. En tant que transporteur de troupes, il peut transporter jusqu'à 90 soldats. Comme un navire de logistique militaire, il peut transporter deux Land Rover, un véhicule à chenilles avec sa remorque Bv202 ou environ 10 tonnes (10 000 kg) de charges.

## Canada
Il est utilisé dans deux versions par la Garde côtière canadienne. Au milieu des années 1990, deux AP1-88, un AP1-88/200 et un AP1-88/400, ont été commandés par GKN Westland Aerospace; l'attribution du marché a lieu en 1996. Les aéroglisseurs ont été construits à Hike Metal Products à Wheatley, en Ontario. Les deux de la série 400 ont été achevés en août et décembre 1998.
- CCGS Waban-Aki, AP1-88/200
- CCGS Sipu Muin, AP1-88/400
- CCGS Siyay, AP1-88/400

## Spécifications
Type 200
- Designer/Manufacturier : Westland Aerospace
- Équipage : 3
- Dimensions	
  - Longueur : 24,5 mètres
  - Largeur :	11,2 mètres
  - Hauteur (sur coussin) : 6,6 mètres
  - Déplacement à pleine charge : 47,6 tonnes
- Propulsion	
  - Moteur : Moteurs diesel
  - Puissance : 4 moteurs diesel Deutz AG de 600 ch pour la sustentation et la propulsion
  - Hélices : 2 hélices tripales à pas variable
- Performance	
  - Vitesse : 50 nœuds - 92 km/h
- Chargement militaire : 12 tonnes de matériel
- Armement
  - Aucun

Type 400
- Designer/Manufacturier : Westland Aerospace
- Équipage :4
- Dimensions	
  - Longueur : 28.5 mètres
  - Largeur : 12 mètres
  - Hauteur (sur coussin) : 12 mètres
  - Déplacement à pleine charge : 69 tonnes
- Propulsion	
  - Moteur : Moteurs diesel
  - Puissance : 4 moteurs diesel Caterpillar Inc. 3412 TTA de 912 chevaux-vapeur (ch) pour la sustentation et la propulsion
  - Hélices : 2 hélices tripales à pas variable
- Performance	
  - Vitesse : 50 nœuds
  - Chargement militaire : 22,6 tonnes de matériel
- Armement
  - Aucun